# كينو (غرمي)
كينو (بالإنجليزية: Kinu)‏ هي human-geographic territorial entity تقع في أردبيل في إيران. يقدر عدد سكانها بـ 129 نسمة .